# Adolf Brückner
Adolf Friedrich Theodor Brückner (* 29. November 1744 in Neetzka; † 21. April 1823 in Neubrandenburg) war ein deutscher Mediziner, Botaniker und niederdeutscher Schriftsteller.

## Leben
Adolf Brückner (Nr. 18 der Geschlechtszählung) wurde geboren als Sohn des evangelischen Theologen und Pastors Christoph (Adam) Brückner (1713–1786) und dessen Frau, der Pastorentochter Sophia, geb. Trendelenburg (1725–1759). Er zählt damit zu den direkten Nachkommen des bedeutenden südostmecklenburgischen Theologen und Superintendenten Theodor Trendelenburg (1696–1765). Der Neubrandenburger Theologe und Literat Ernst (Theodor Johann) Brückner (1746–1805) war sein Bruder. Der Hofrat (Ernst) Friedrich (Christoph) Brückner (1766–1837), Advokat und Prokurator an der Justizkanzlei Neustrelitz und der Jurist (Johann Friedrich) Wilhelm Brückner (1771–1852), Advokat in Waren (Müritz) und zuletzt Ehrenbürger dort, waren seine Halbbrüder.
Adolf Brückner besuchte gemeinsam mit seinem Bruder Ernst von 1760 bis 1762 die Lateinschule in Neubrandenburg und anschließend das Joachimsthalsche Gymnasium in Berlin. Es folgte ab 1763 ein Medizinstudium an den Universitäten in Berlin, 1766 in Göttingen bei August Gottlieb Richter und Halle. An der Friedrichs-Universität Halle wurde er im Dezember 1767 mit der Schrift De proxima febrium et in specie inflammatoriarum causa zum Dr. med. promoviert. Er war zunächst kurzzeitig als Arzt in Woldegk tätig. Ab 1767 praktizierte er in Neubrandenburg. Daneben hatte er die Funktion des Stadt- und Kreisphysikus inne. Zu seinen hochrangigsten Patienten gehörten Herzog Adolf Friedrich IV., der Regent des Landesteils von Mecklenburg-Strelitz, sowie dessen Schwester Prinzessin Christiane (gen. Christel). 1786 wurde Brückner zum Hofrat ernannt.
Neben seinen medizinischen Kenntnissen zeichneten Brückner botanische Studien aus. Er trug ein Herbarium mit mehreren tausend Arten zusammen und war Mitglied naturwissenschaftlicher Vereinigungen. Sein Sohn Adolf veröffentlichte 1803 seine und seines Vaters botanischen Entdeckungen in einer Dissertation.
Adolf Brückner war ein Freund der niederdeutschen Sprache und in Kontakt mit Johann Heinrich Voß. Über Voß und seinen Bruder Ernst kam er in Kontakt mit dem Göttinger Hainbund. Er lieferte mit der Prosaskizze „De Pirdjungs“ den einzigen niederdeutschen Beitrag zum „Stammbuch des Hainbundes“.
Adolf Brückner starb 1823 nach über 50-jähriger Tätigkeit im 79. Lebensjahr und fand auf dem alten Friedhof Neubrandenburg seine letzte Ruhe.
Familie
Adolf Brückner heiratete am 23. April 1779 in Grauenhagen Ernestine (Clara Marie Sophie Hedwig), geb. Lemcke (1758–1827), Tochter des Daniel Lemcke, später Gutsbesitzer auf Grauenhagen bei Woldegk. Der Ehe entstammten acht Kinder:
- Friederike (Ernestine) Brückner (1780–1839), verheiratet mit dem Neubrandenburger Pastor Franz Christian Boll (1776–1818), Mutter der Historiker Franz Boll (1805–1875) und Ernst Boll (1817–1868).
- Adolf (Friedrich) Brückner (1781–1818), Dr. med., Arzt in Neubrandenburg.[2]
- Ernst (Gustav) Brückner (1783–1789)
- Heinrike (Wilhelmine) Brückner (1786–1852), verheiratet ab 1805 mit Carl (Hermann) Runge (1779–1841), einem Bruder von Philipp Otto Runge.[4]
- Adolfine (Hedwig) Brückner (1788–1838), verheiratet mit dem Theologen August Milarch (1786–1862).
- Gustav (Adam) Brückner (1789–1860), Dr. med., Arzt und Naturforscher in Ludwigslust.
- Ernst (Friedrich) Brückner (1794–1835), Landwirt in Jatzke
- (Heinrich) Wilhelm Brückner (1796–1874), Pastor und Präpositus in Groß Gievitz.

Die bekannten Neubrandenburger, der Bürgermeister Friedrich Brückner und der Mediziner Ludwig (I.) Brückner, waren seine Neffen, Söhne seines Halbbruders Friedrich.

## Schriften (Auswahl)
- De proxima febrium et in specie inflammatoriarum causa.  Dissertation, Halle 1767
(Über den nächsten Grund der Fieber und im Besonderen einiger entzündlicher Fieber)[1]
- De Pirdjungs. (Die Pferdejungen). In: Stammbuch des Hainbundes. Göttingen 1775